# Olendry (stacja towarowa)
Olendry – zamknięta towarowa stacja kolejowa a dawniej posterunek odgałęźny w miejscowości Żupawa na linii kolejowej nr 84 Grębów – Olendry, w powiecie tarnobrzeskim, w województwie podkarpackim, w Polsce.